# Serie 103 de Renfe
La serie 103 de Renfe es una serie de trenes de alta velocidad de la empresa ferroviaria española Renfe Viajeros. Desde su entada en circulación en 2007 se emplea en servicios Renfe AVE en España, circulando principalmente por la línea de alta velocidad Madrid-Zaragoza-Barcelona-Frontera francesa. Se trata de una serie construida por Siemens teniendo como referencia a los Siemens Velaro E y Velaro DD. Los 26 trenes eléctricos que conforman la serie tienen la peculiaridad de que no disponen de las dos cabezas tractoras tradicionales, sino que cuentan con tracción distribuida. Esto significa que el impulso del tren proviene de unos bogíes motorizados bajo algunos coches, pudiendo emplear el espacio tradicionalmente usado por las cabezas tractoras para albergar viajeros. Esto hace que el tren tenga un mejor aprovechamiento de la energía y mayor aceleración, así como una capacidad de 404 plazas.
La serie se homologó a una velocidad máxima de 350 km/h, siendo uno de los trenes más rápidos del mundo, si bien en circulación comercial está limitada a 300 km/h (de 2011 a 2016 llegó a circular a 310 km/h). Una unidad de esta serie alcanzó los 403,7 km/h en una prueba, siendo el récord actual de velocidad alcanzado por un tren en España.

## Historia
La serie fue adjudicada a Siemens por parte de la entonces RENFE el 24 de marzo de 2001.Se trató de un pedido inicial de 16 trenes que fue complementado el 3 de marzo de 2004 con otra adjudicación independiente de 10 trenes. Ambas subseries forman esta serie de 26 trenes.
En junio de 2005 ya se había finalizado el ensamblaje del primer tren del lote encargado en 2001.Una parte de cada tren se construyó en las instalaciones de Renfe Integria en Valladolid y otra parte en las de Siemens en Krefeld (Alemania).
Ya bajo la supervisión de Renfe Operadora, el primer servicio comercial con esta serie se realizó con una doble composición el 22 de junio de 2007 entre las estaciones de Madrid-Puerta de Atocha y Sevilla-Santa Justa (Línea de Alta Velocidad Madrid-Sevilla). Ese mismo día también se pusieron en circulación en la línea de AVE Madrid-Tarragona (LAV Madrid-Barcelona).El 20 de febrero de 2008 el servicio alcanzó la estación de Barcelona-Sants. Desde entonces las dos principales ciudades de España han estado conectadas principalmente por la S-103. Adicionalmente también hace parada intermedia en las estaciones de Guadalajara-Yebes, Calatayud, Zaragoza-Delicias, Lérida Pirineos y Campo de Tarragona.Esta serie, tanto por su comodidad como por el reducido tiempo de viaje ayudó en la "demolición" del puente aéreo entre ambas ciudades. 
Entre diciembre de 2011 y agosto de 2016 existió en la LAV Madrid-Barcelona un tramo de vía limitado a 310 km/h, frente a los 300 km/h tradicionales en la red de alta velocidad española. Al tener asignada la circulación en esta línea la S-103 se convirtió en el tren que más rápido ha circulado en servicio comercial continuado en la historia de España (si bien esa LAV también se empleó en menor medida por otras serie de Renfe). Gracias a esto el tren logró unir Madrid con Barcelona en un tiempo de 2 horas y 30 minutos.

## Descripción

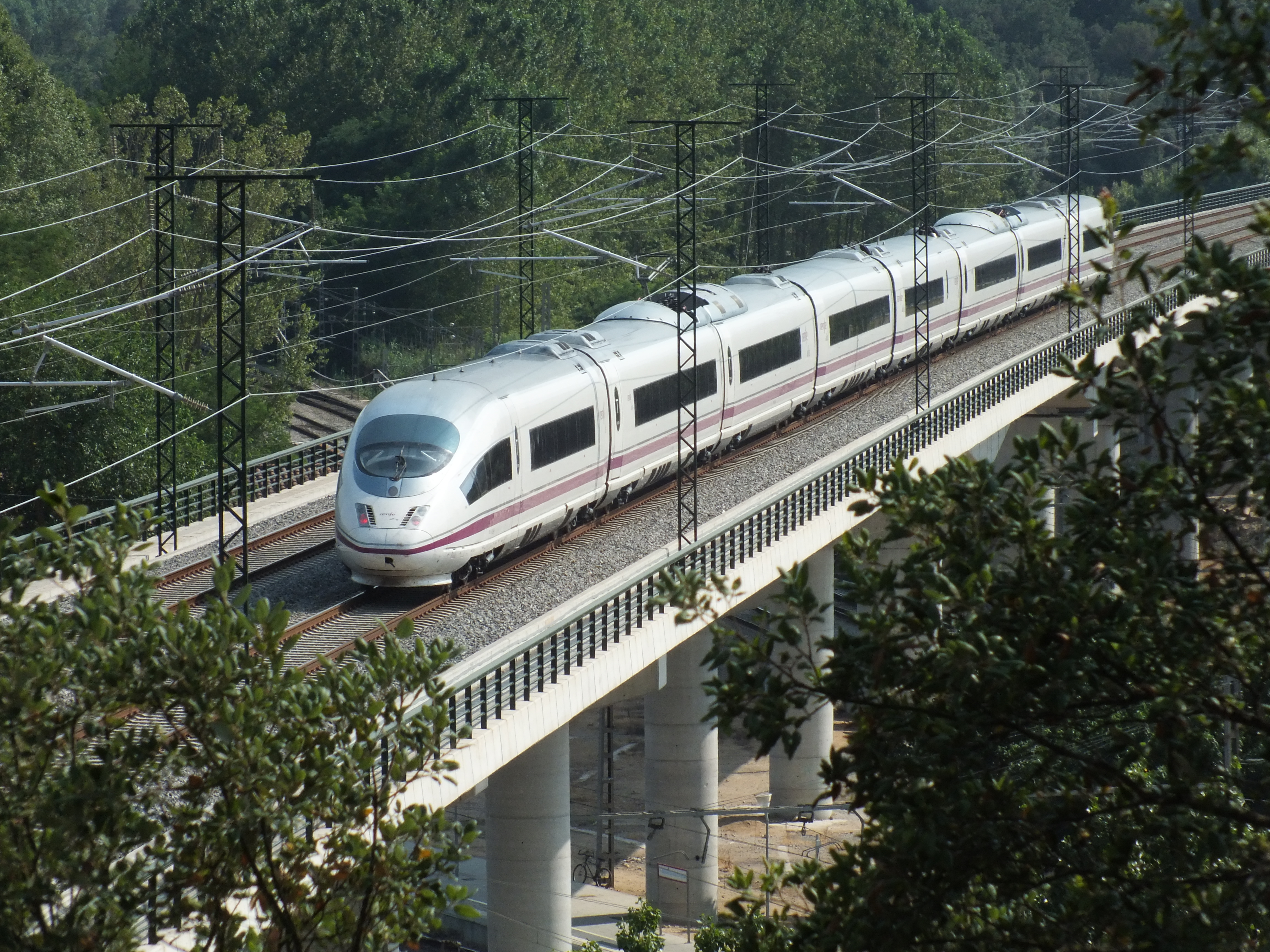
Unidad de la Serie en la LAV del Noroeste en 2013

Fabricado por Siemens Mobility esta serie es una hermana del Velaro, de hecho su denominación por parte de Siemens es Velaro E, ya que es igual en el diseño pero con características especiales solicitadas por Renfe, como un funcionamiento en un rango de temperaturas mayor y una mayor potencia, 8.800 kW para poder recorrer los más de 600 km que separan Barcelona y Madrid por el corredor noreste de alta velocidad en 2h30m.
El tren consta de un número de vehículos menor que en otras serie de alta velocidad de Renfe: 8 coches en 200 metros de longitud, que en realidad son dos semitrenes idénticos de 4 coches unidos permanentemente. Esto es debido a que no necesita las tradicionales cabezas tractoras puesto que el tren se propulsa mediante motores instalados en los bogies ubicados debajo de los coches 1, 3, 6 y 8. De los 16 que tiene el tren bogies 8 tienen motores. Por lo tanto, en los extremos del tren solo tiene que haber la cabina de conducción y no los motores, lo que permite liberar ese espacio para ubicar dependencias de pasajeros. El tren presenta una capacidad de 404 pasajeros divididos en 3 clases (Turista, Preferente y Club), pero al poder ir 2 unidades completas en mando múltiple (controladas por un único maquinista) se puede alcanzar una capacidad de 808 pasajeros. En uno de los coches extremos se ubica una área de pasajeros diseñada a modo de sala de reuniones que cuenta con una mampara que da a la cabina del maquinista, pudiendo aprovechar las vistas de la cabina. En el otro coche hay un compartimento similar pero con asientos de clase turista. La mampara permite ser opacada por el maquinista mediante tensión eléctrica.
La distribución por clases de los 404 pasajeros es la siguiente: 7 en la sala de reuniones, 30 club, 103 preferente y 264 turista. A cada clase le corresponde un coche determinado. Adicionalmente, hay dos plazas para personas en silla de ruedas, siendo la capacidad total del tren de 406 plazas. Uno de los 8 coches está destinado a albergar el coche cafetería y los otros 7 a los pasajeros.

## Datos técnicos
La Serie 103 de Renfe solo puede circular por líneas que presenten vías de ancho internacional (1.435 mm) y una electrización a 25 Kv 50 Hz, características que comparten la mayoría de líneas de alta velocidad de España y de Europa.

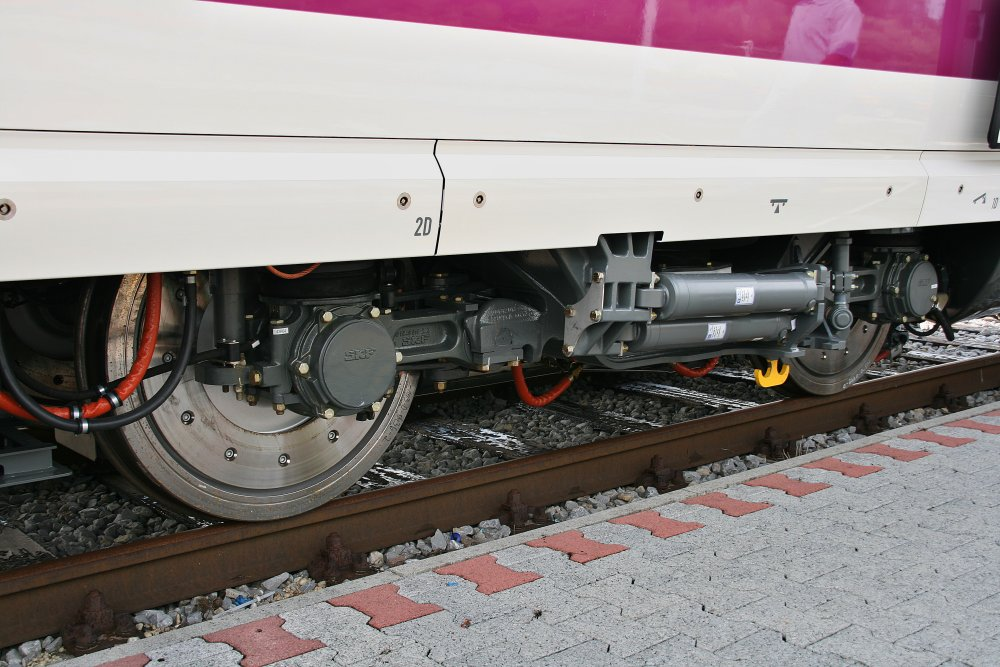
Detalles del bogie

Cada tren es una unidad de ocho coches de viajeros con tracción distribuida. Los coches 1, 3, 6 y 8 cuentan con dos bogies motorizados y éstos con dos motores situados en el bastidor de 550 kW de potencia cada uno.
En los bogies extremos están las antenas de ERTMS, LZB y ASFA. Los bogies son los mismos que los del ICE-3, dispone de suspensión primaria por muelles helicoidales, secundaria neumática, de un sistema de sensores que avisan de cualquier problema de funcionamiento, de dispositivo antibalanceo y de soporte para areneros (con calefacción) en los bogies motores. 
Las ruedas tienen un diámetro de 920 mm. 
El freno es recuperativo que se aplica en el 80 por ciento de los casos, reostático con resistencias de en el techo y neumático sobre disco. 
El peso por eje del tren es de 16 toneladas.
El enganche es de tipo Scharfenberg y permite que los trenes circulen en doble composición, alcanzando los 808 viajeros de capacidad, y compatibilidad con las locomotoras de la serie 252 y los trenes de alta velocidad de la serie 100, 102 Y 112 solo en casos de remolcado de unos trenes a otros.
Los trenes de la serie 103 tiene un avanzado sistema de seguridad contraincendios. Puede circular a 30 km/h después de una alarma de incendios durante 15 minutos. Cuenta también con sistema antichoque y anticabalgamiento. Existen ventanas de socorro en cada coche con punto de impacto señalado para su rotura.
La cabina está separada de la zona de viajeros por un cristal electrocrómico regulable eléctricamente. Sin tensión es opaco y con tensión, transparente (el maquinista lo controla a su voluntad). Dispone de los sistemas de señalización ERTMS, LZB y ASFA.

## Récord
Durante las pruebas una unidad sin modificaciones de la serie 103-002 alcanzó el récord de velocidad actual para España, de 403,7 km/h en el tramo entre Alcalá de Henares y Calatayud, en la línea de alta velocidad Madrid-Barcelona.

## Recorridos

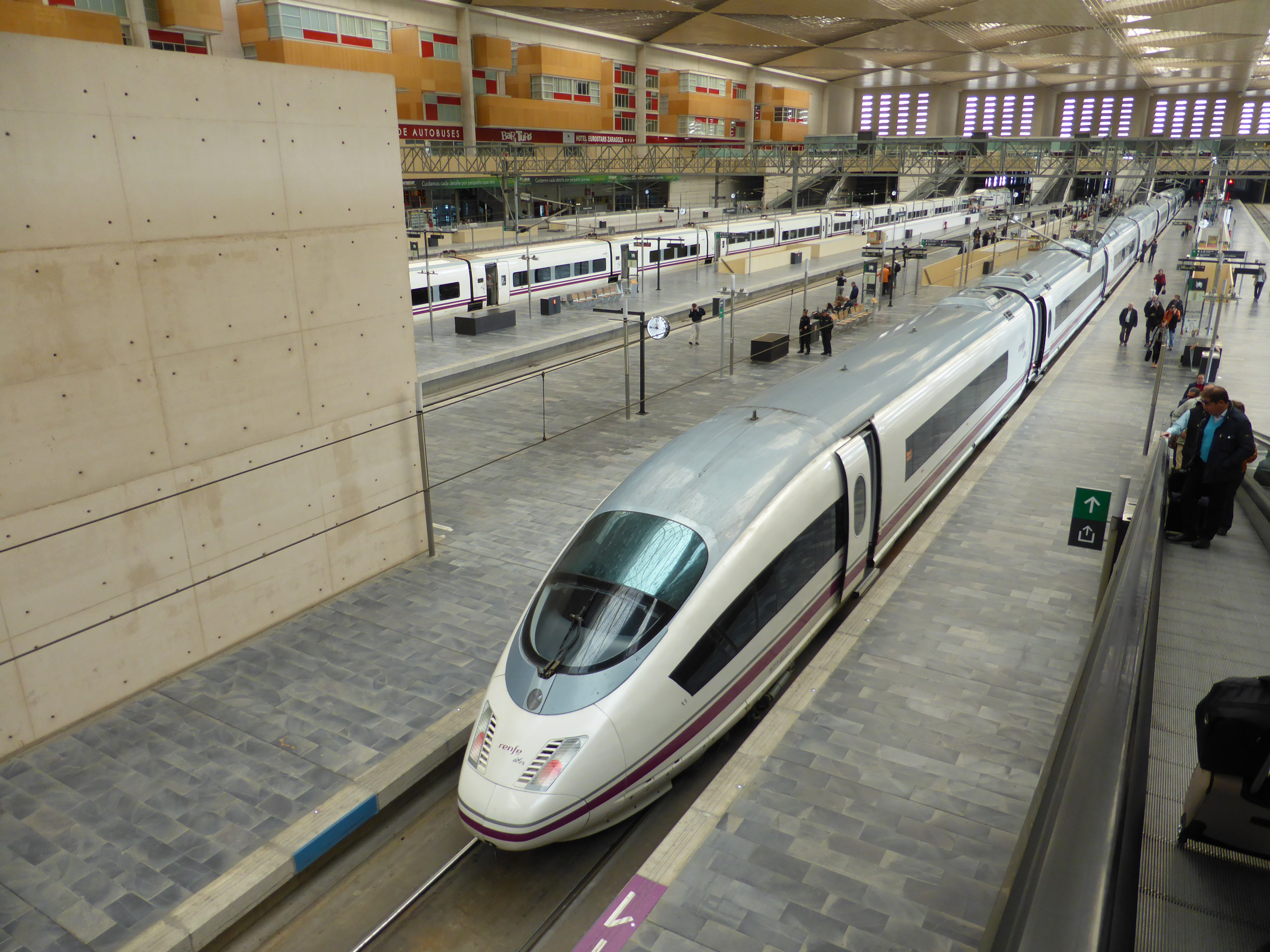
Unidad haciendo parada en la estación de Zaragoza-Delicias. La serie es empleada por Renfe para sus servicios en la línea de alta velocidad Madrid-Zaragoza-Barcelona-Frontera francesa.

La serie 103 opera principalmente en la línea de alta Velocidad Madrid-Barcelona, llegando ciertos servicios a alcanzar Gerona y Figueras. No obstante, en ocasiones operan en las líneas Madrid-Málaga y Madrid-Sevilla, Barcelona - Sevilla y Barcelona - Málaga.